# 퀴비에가젤
퀴비에가젤(Gazella cuvieri)은 소과에 속하는 가젤의 일종이다. 알제리와 모로코, 튀니지에서 발견된다. 에드미(edmi)라는 이름으로도 알려져 있다. 가젤 중에서 가장 어두운 색을 띠는 종의 하나로 소림 서식지에서 서식한다. 한때는 갑상선가젤 및 가는뿔가젤과 함께 별도의 속, 트라켈로켈레속(Trachelocele)으로 분류하기도 했다. 야생에서 아주 희귀한 종으로 개체수가 2,000여 종밖에 남지 않았다.